# 문종 (고려)
문종(文宗, 1020년 1월 4일 (음력 12월 1일), 율리우스력 1019년 12월 29일 ~ 1083년 9월 8일 (음력 7월 18일), 율리우스력 9월 2일)은 고려의 제11대 국왕(재위 : 1046년 6월 30일 (음력 5월 18일), 율리우스력 6월 24일 ~ 1083년 9월 8일)이다.
초명은 서(緖), 휘는 휘(徽), 자는 촉유(燭幽), 묘호는 문종(文宗), 시호는 강정명대장성인효대왕(剛定明大章聖仁孝大王), 능호는 경릉(景陵)이다. 불교 중흥에 힘썼으며 그의 치세 이래를 고려의 황금기라고 한다.
즉위 초 문하시중 최충에게 명하여 율령(律令)·서산(書算)을 정리하도록 명하였으며, 그의 치세기간 중 이자연과 최충을 통해 문치 정책을 펼쳤다. 현종(顯宗)과 원혜왕후 김씨의 아들이다. 왕은 어려서 총명하였고, 자라서는 학문을 좋아하고 활을 잘 쏘았다. 고려사 문종 사망 기사에 따르면 지략이 원대하고 너그럽고 인자하여 많은 사람을 용납하였으며, 무릇 송사(訟事)를 듣고 판단한 것은 다시 잊지 않았다고 한다.

## 생애

### 생애 초반
문종은 현종과 원혜왕후 김씨의 셋째 아들로 덕종과 정종의 이복 동생이며 정간왕에 추증된 평양공 왕기의 친형이었다. 덕종과 정종은 그의 이복 형이면서 동시에 이종 사촌 형이기도 했는데 이모이자 적모인 원성왕후의 소생이었다.
처음 이름은 서였으나 뒤에 휘로 고쳤다. 1022년 낙랑군으로 봉해졌으며, 1037년 내사령에 임명되었다. 이복 형인 정종이 세상을 뜬 후, 정종의 유지로 왕위를 계승했다.

### 업적
문종은 즉위 후 문하시중 최충에게 명하여 율령(律令)·서산(書算)을 정리하게 함으로써 각종 법을 만드는 기반을 마련하였다. 장인인 이자연은 사심없이 그를 보필하였고, 이자연과 최충을 통해 문치 정책을 추진해 나간다.
불교를 신봉하여 1067년 흥왕사(興王寺)를 세웠고, 자신의 아들을 부처에게 바치겠다고 하고 태자 왕후(王煦)를 출가시켜 승려가 되게 하니 그가 바로 대각국사 의천이다. 유학도 장려하여 이 무렵 최충의 9재(九齋)를 선두로 12도(十二徒)의 사학(私學)이 발달하였다. 지방에서도 중앙에서 파견하는 관리의 수가 늘었다.
국방과 외교에도 힘써 동여진(東女眞)이 북변을 침략하자 이를 토벌하여 동여진에 대한 초기의 정책은 다소 강경했으나 이후 점차 회유책을 썼고, 특히 송나라, 이슬람 등과 친선을 도모하여 교역이 융성하였다. 1056년 일본 사신이 개경을 방문하였다. 빈민 구휼에서도 치적을 쌓았다.
한편 일부 호족세력을 중심으로 쿠데타를 일으켜 자신의 친동생인 평양공을 추대하려 한 사실이 발각되자 1072년 평양공의 작위를 추탈하고 그 아들들을 유배보내기도 하였다.

### 사후
재위 37년간 고려의 문물 제도는 크게 정비되어 이 시기를 '고려의 황금기'라고 부르기도 한다. 불교, 유교, 미술, 공예 등 문화 전반에 걸쳐 괄목할 수준을 드러내 문화가 크게 발전되었다.
그의 즉위 직후 왕위를 계승한 장남 순종은 재위 3개월 만에 병사하여 둘째 아들 선종이 왕위를 계승하였다. 능은 개성시 장풍군에 위치한 경릉(景陵)이다. 불교 중흥에 힘썼으므로, 인효성왕(仁孝聖王)라고도 부른다.

## 가족 관계
| 1020년 1월 4일 (음력 12월 1일) 고려 개경 안복궁 | 1083년 9월 8일 (음력 7월 18일) (63세) 고려 개경 정궁 중광전 |

|    |                             | 생몰년         | 부모                                              | 비고       |
| -- | --------------------------- | -------------- | ------------------------------------------------- | ---------- |
| 부 | 현종 顯宗                   | 992년 - 1031년 | 안종 安宗 헌정왕후 황보씨 獻貞王后 皇甫氏         | 제8대 국왕 |
| 모 | 원혜왕후 김씨 元惠王后 金氏 | 미싱 - 1022년  | 김은부 金殷傅 안산군대부인 이씨 安山郡大夫人 李氏 |            |

| 시호  | 시호                                                  | 본관 | 생몰년        | 부모                                              | 비고          |
| ----- | ----------------------------------------------------- | ---- | ------------- | ------------------------------------------------- | ------------- |
| 제1비 | 인평왕후 김씨 仁平王后 金氏                           | 안산 | 미상          | 현종 顯宗 원성왕후 김씨 元成王后 金氏             |               |
| 제2비 | 인예왕후 이씨 仁睿王后 李氏 인예순덕태후 仁睿順德太后 | 인주 | 미상 - 1092년 | 이자연 李子淵 계림국대부인 김씨 鷄林國大夫人 金氏 | 이자연의 장녀 |
| 후궁  | 인경현비 이씨 仁敬賢妃 李氏                           | 인주 | 미상          | 이자연 李子淵 계림국대부인 김씨 鷄林國大夫人 金氏 | 이자연의 2녀  |
| 후궁  | 인절현비 이씨 仁節賢妃 李氏                           | 인주 | 미상 - 1082년 | 이자연 李子淵 계림국대부인 김씨 鷄林國大夫人 金氏 | 이자연의 3녀  |
| 후궁  | 인목덕비 김씨 仁穆德妃 金氏                           | 경주 | 미상 - 1094년 | 김원충 金元沖                                     |               |

|    |                             | 이름  | 생몰년          | 생모          | 배우자                                                  | 비고        |
| -- | --------------------------- | ----- | --------------- | ------------- | ------------------------------------------------------- | ----------- |
| 1  | 순종 順宗                   | 훈 勳 | 1047년 - 1083년 | 인예왕후 이씨 | 정의왕후 왕씨 貞懿王后 王氏 선희왕후 김씨 宣禧王后 金氏 | 제12대 국왕 |
| 2  | 선종 宣宗 국원공 國原公     | 운 運 | 1049년 - 1094년 | 인예왕후 이씨 | 사숙왕후 이씨 思肅王后 李氏                             | 제13대 국왕 |
| 3  | 숙종 肅宗 계림공 鷄林公     | 옹 顒 | 1054년 - 1105년 | 인예왕후 이씨 | 명의왕후 유씨 明懿王后 柳氏                             | 제15대 국왕 |
| 4  | 의천 義天 대각국사 大覺國師 | 후 煦 | 1055년 - 1101년 | 인예왕후 이씨 | 미혼                                                    |             |
| 5  | 상안공 常安公               | 수 琇 | 미상 - 1095년   | 인예왕후 이씨 | 미상                                                    |             |
| 6  | 도생승통 道生僧統           | 탱 竀 | 미상 - 1112년   | 인예왕후 이씨 | 미혼                                                    |             |
| 7  | 금관후 金官侯               | 비 㶨 | 미상 - 1092년   | 인예왕후 이씨 | 미상                                                    |             |
| 8  | 변한후 卞韓侯               | 음 愔 | 미상 - 1082년   | 인예왕후 이씨 | 미상                                                    |             |
| 9  | 낙랑후 樂浪侯               | 침 忱 | 미상 - 1083년   | 인예왕후 이씨 | 미상                                                    |             |
| 10 | 총혜수좌 聰惠首座           | 경 璟 | 미상            | 인예왕후 이씨 | 미혼                                                    |             |
| 11 | 양헌왕 禳憲王 조선공 朝鮮公 | 도 燾 | 미상 - 1099년   | 인경현비 이씨 | 양헌왕비 이씨 禳憲王妃 李氏                             | 추존 제후왕 |
| 12 | 부여공 扶餘公               | 수 㸂 | 미상 - 1112년   | 인경현비 이씨 | 적경궁주 왕씨 積慶宮主 王氏                             |             |
| 13 | 진한공 辰韓公               | 유 愉 | 미상 - 1099년   | 인경현비 이씨 | 미상                                                    |             |

|   |                   | 생몰년        | 생모          | 배우자                  | 비고 |
| - | ----------------- | ------------- | ------------- | ----------------------- | ---- |
| 1 | 적경궁주 積慶宮主 | 미상          | 인예왕후 이씨 | 부여공 왕수 扶餘公 王燧 |      |
| 2 | 보령궁주 保寧宮主 | 미상 - 1113년 | 인예왕후 이씨 | 낙랑공 왕영 樂浪公 王瑛 |      |
| 3 | ▨▨공주 ▨▨宮主     | 미상          | 인예왕후 이씨 |                         | 조졸 |
| 4 | ▨▨공주 ▨▨公主     | 미상          | 인예왕후 이씨 |                         | 조졸 |
| 5 | ▨▨공주 ▨▨公主     | 미상          | 인절현비 이씨 |                         | 조졸 |
| 6 | ▨▨공주 ▨▨公主     | 미상          | 인절현비 이씨 |                         | 조졸 |
| 7 | ▨▨공주 ▨▨公主     | 미상          | 인목덕비 김씨 |                         | 조졸 |

## 같이 보기
| - 현종 - 정종 - 덕종 - 순종 - 김은부 - 이허겸 - 이한 - 의천 - 김충찬 - 김원황 | - 원성왕후 - 원혜왕후 - 원평왕후 - 이자연 - 이자상 - 인예왕후 - 인경현비 - 인절현비 - 인목덕비 - 장경궁주 | - 선종 - 헌종 - 회순왕후 - 이자겸 - 정간왕 - 양헌왕 |

### 주해
1. ↑  《고려사》 세가의 기록순서에 따라 정렬한 것으로, 《고려사》는 어머니가 다른 이복 형제일 경우, 생모의 서열대로 정렬하여 기재하였다. 

따라서 인예왕후 소생의 총혜수좌가 인경현비 소생의 조선공보다 먼저 태어난 것은 아니다.